# مايكل شوير
 مايكل إف شوير  (بالإنجليزية: Michael Scheuer)‏ (ولد 1952) هو ضابط أميركي سابق في وكالة الإستخبارات المركزية، مؤرخ، مؤلف، وناقد للسياسة الخارجية الأميركية، ومحلل سياسي. يعمل حالياُ أستاذاً مساعداً في مركز دراسات السلام والأمن بجامعة جورج تاون. عمل في وكالة الاستخبارات المركزية لـ 22 عاماً وكان المسؤول عن وحدة تعقب بن لادن من 1996 وحتى 1999. ثم عمل مستشاراً في نفس الوحدة حتى تقاعده عام 2004.
أصبح شوير شخصية عامة مثيرة للجدل بعد أن كُشف أنه المؤلف المجهول للكتاب الصادر عام 2004 بعنوان "الغطرسة الإمبريالية: لماذا يخسر الغرب الحرب على الإرهاب"، والذي انتقد فيه العديد من الفرضيات الأميركية حول الجماعات الإسلامية المسلحة، وبالذات حول أسامة بن لادن. في عام 2004، وبعد سلسلة من الانتقادات القاسية لتحالف الولايات المتحدة مع إسرائيل، قدم شوير استقالته من وكالة الاستخبارات المركزية.
مواقف شوير تدعو الولايات المتحدة والدول الغربية لتبني سياسة عدم التدخل في الشرق الأوسط، وقال أنه يجب على الولايات المتحدة أن تترك السنة والشيعة يقومون بتصفية بعضهم، ويعارض الحلف الوثيق بين الولايات المتحدة وإسرائيل ويعتبره عبئا على بلاده. كما أنه ناقد لمفهوم التعددية الثقافية والسماح بالهجرة المفتوحة إلى الدول الغربية، ويقول أن صانعي سياسة الولايات المتحدة لديهم أوهام أن كل العالم يفكر مثلهم ويؤمن بذات القيم التي يؤمنون بها مثل الديمقراطية والتعددية السياسية وغيرها.

## روابط خارجية
- مايكل شوير على موقع IMDb (الإنجليزية)
- مايكل شوير على موقع إن إن دي بي (الإنجليزية)